# Municipio de Marshall (condado de Pocahontas)
El municipio de Marshall (en inglés: Marshall Township) es un municipio ubicado en el condado de Pocahontas en el estado estadounidense de Iowa. En el año 2010 tenía una población de 143 habitantes y una densidad poblacional de 1,53 personas por km².

## Geografía
El municipio de Marshall se encuentra ubicado en las coordenadas 42°47′3″N 94°50′46″O / 42.78417, -94.84611. Según la Oficina del Censo de los Estados Unidos, el municipio tiene una superficie total de 93.24 km², de la cual 93,1 km² corresponden a tierra firme y (0,15 %) 0,14 km² es agua.

## Demografía
Según el censo de 2010, había 143 personas residiendo en el municipio de Marshall. La densidad de población era de 1,53 hab./km². De los 143 habitantes, el municipio de Marshall estaba compuesto por el 95,8 % blancos, el 2,8 % eran de otras razas y el 1,4 % eran de una mezcla de razas. Del total de la población el 3,5 % eran hispanos o latinos de cualquier raza.